# 妖怪少爺漫畫章節列表
妖怪少爺漫畫章節列表列出日本漫畫《妖怪少爺》每一話的標題以及刊載期號。相關翻譯使用台灣東立出版社提供的官方譯名。

## 單行本已收錄
- 「封面」表示為該期雜誌的封面主角
- 「卷彩」表示有卷頭彩頁（巻頭カラー）
- 「中彩」表示有中央彩頁（センターカラー）
- 「尾彩」表示有卷尾彩頁（巻末カラー）

| - 第1幕 魑魅魍魎的主人（，Chimimōryō no Nushi to Naru）（《週刊少年Jump》2008年15号）封面+卷彩 - 第2幕 陸雄，校園夜行（，Rikuo, Yoru no Gakkō o Neriaruku）（2008年16号）中彩 - 第3幕 「兄弟怒斥怒雄」（，Rikuo, Gikyōdai ni Okorareru）（2008年17号） - 第4幕 陸雄之夢（，Rikuo, Yume o Miru）（2008年18号） - 第5幕 陸雄，見證清十字團成立（，Rikuo, Kiyojūjidan Kessei ni Tachiau）（2008年19号） - 第6幕 陸雄，老家探險（，Rikuo, Jikka o Tankensareru）（2008年20号） - 第7幕 陸雄，前往一番街（，Rikuo, Ichibangai e Iku）（2008年21号） - 番外篇 奴良組史實錄 總部抗爭篇（，Jitsuroku Nura-gumi Shi: Honke Kōsō-hen）（《赤丸Jump》2008 SPRING） |

| - 第8幕 陸雄與舊鼠之牙對峙（，Rikuo, Kyūso no Kiba to Taijisuru）（2008年22·23合併号）中彩 - 第9幕 陸雄發燒了（，Rikuo, Netsu o Dasu）（2008年24号） - 第10幕 陸雄，前往妖怪恐怖之旅（，Rikuo, Yōkai Misuterī Tsuā ni Iku）（2008年25号） - 第11幕 陸雄，留在捩眼山上（，Rikuo, Nejireme-yama ni Todomaru）（2008年26号） - 第12幕 陸雄，開始夜間探索（，Rikuo, Yoru no Tansaku ni Deru）（2008年27号） - 第13幕 陸雄，在新月之夜下（，Rikuo, Shingetsu no Yoru ni）（2008年28号） - 第14幕 陸雄，站在捩眼山山頂（，Rikuo, Nejireme-yama no Chōjō ni Tatsu）（2008年29号） - 第15幕 陸雄，與牛鬼對峙（，Rikuo, Gyūki to Taijisuru）（2008年30号）中彩 |

| - 第16幕 梅若丸與牛鬼（，Umewakamaru to Gyūki）（2008年31号） - 第17幕 牛鬼所愛的奴良組（，Gyūki no Aishita Nura-gumi）（2008年32号） - 第18幕 「可奈，13歲」——（，Kana, Jūsan-sai）（2008年33号） - 第19幕 可奈與妖怪·雲外鏡（，Kana to Yōkai Ungaikyō）（2008年34号） - 第20幕 可奈的生日（，Kana no Tanjōbi）（2008年35号） - 第21幕 奴良組總會（，Nura-gumi Sōkai）（2008年36号） - 第22幕 風的妖怪（，Kaze no Yōkai）（2008年37·38合併号） - 第23幕 花開院流陰陽術（，Keikain-ryū Onmyōjutsu）（2008年39号） - 第24幕 滑瓢的實力（，Nurarihyon no Chikara）（2008年40号） - 番外篇 清十字團怪奇偵探團抗爭篇（，Kiyojūji Kaiki Tantei-dan Kōsō-hen）（《赤丸Jump》2008 SUMMER） |

| - 第25幕 七人同行（，Shichinin Dōgyō）（2008年41号） - 第26幕 四國八十八鬼夜行（，Shikoku Hachijūhakki Yakō）（2008年42号） - 第27幕 袖捥大爺（，Sodemogi-sama）（2008年43号）中彩 - 第28幕 雲雀與千羽大人（，Hibari to Senba-sama）（2008年44号） - 第29幕 妖怪·犬神 其之①（，Yōkai Inugami Sono Ichi）（2008年45号） - 第30幕 妖怪·犬神 其之②（，Yōkai Inugami Sono Ni）（2008年46号） - 第31幕 妖怪·犬神 其之③（，Yōkai Inugami Sono San）（2008年47号） - 第32幕 妖怪·犬神 其之④（，Yōkai Inugami Sono Yon）（2008年48号）卷彩 - 第33幕 妖怪·犬神 其之⑤（，Yōkai Inugami Sono Go）（2008年49号） |

| - 第34幕 妖怪·犬神 其之⑥（，Yōkai Inugami Sono Roku）（2008年50号） - 第35幕 大頭領的四國之旅（，Nurarihyon Shikoku e no Tabi）（2008年51号） - 第36幕 反擊（，Hangeki）（2008年52号）中彩 - 第37幕 牛頭馬頭秘密偵查隊 其之①（，Gozu Mezu Mittei-tai Sono Ichi）（2009年1号） - 第38幕 牛頭馬頭秘密偵查隊 其之②（，Gozu Mezu Mittei-tai Sono Ni）（2009年2号） - 第39幕 牛頭馬頭的歸來（，Gozu Mezu no Kikan）（2009年3号） - 第40幕 百鬼夜行與杯（，Hyakki Yakō no Sakazuki）（2009年4·5合併号） - 第41幕 百鬼夜行對八十八鬼夜行（，Hyakki Yakō tai Hachijūhakki Yakō）（2009年6·7合併号） - 第42幕 擁有來自黑暗的黑色羽翼妖怪（，Yami yori Kurai Tsubasa o Motsu Yōkai）（2009年8号） - 番外篇 由羅 at the HOUSE OF KANA（，Yura atto za Hausu Obu Kana）（《赤丸Jump》2009 WINTER） |

| - 第43幕 在闇黑中紛飛的白雪（，Yami ni Kiwadatsu Shiroi Yuki）（2009年9号） - 第44幕 幹部戰（，Kanbu-sen）（2009年10号） - 第45幕 魔王小槌（，Maō no Kozuchi）（2009年11号） - 第46幕 隠神刑部狸・玉章（，Inugami Gyōbu-Danuki Tamazuki）（2009年12号） - 第47幕 野心的終結（，Yabō no Shūmaku）（2009年13号） - 第48幕 邪魅出沒的家 其之①（，Jami no Tadayou Ie Sono Ichi）（2009年14号） - 第49幕 邪魅出沒的家 其之②（，Jami no Tadayou Ie Sono Ni）（2009年15号） - 第50幕 邪魅出沒的家 其之③（，Jami no Tadayou Ie Sono San）（2009年16号）中彩 - 第51幕 二人的正義（，Futari no Seigi）（2009年17号） - 番外篇 浮世繪町奇譚（，Ukiyoe-chō Kitan）（《赤丸Jump》2009 SPRING） |

| - 第52幕 青與黑的戰士（，Ao to Kuro no Senshi）（2009年18号） - 第53幕 懊惱（，Ōnō）（2009年19号） - 第54幕 虛假的話語（，Itsuwari no Kotoba）（2009年20号） - 第55幕 互相欺騙（，Damashiai）（2009年21号） - 第56幕 真面目（，Shōtai）（2009年22·23合併号） - 第57幕 花開院由羅的認同（，Keikain Yura no Nattoku）（2009年24号） - 第58幕 妖刀·彌彌切丸 其之① 浮世繪町奇譚 置行堀（，Yōtō Nenekirimaru Sono Ichi: Ukiyoe-chō Kitan Oitekebori）（2009年25号） - 第59幕 退魔刀與煙管 妖刀·彌彌切丸 其之②（，Taimatō to Kiseru: Yōtō Nenekirimaru Sono Ni）（2009年26号） - 第60幕 滑瓢與瓔姬 妖刀·彌彌切丸 其之③（，Nurarihyon to Yōhime: Yōtō Nenekirimaru Sono San）（2009年27号） |

| - 第61幕 某妖怪的求婚 妖刀·彌彌切丸 其之④（，Aru Ayakashi no Kyūkon: Yōtō Nenekirimaru Sono Yon）（2009年28号） - 第62幕 被囚禁的瓔姬 妖刀·彌彌切丸 其之⑤（，Toraware no Hime-sama: Yōtō Nenekirimaru Sono Go）（2009年29号） - 第63幕 獸道 妖刀 彌彌切丸 妖刀·彌彌切丸 其之⑥（，Kemono Michi: Yōtō Nenekirimaru Sono Roku）（2009年30号） - 第64幕 就像是櫻花 妖刀·彌彌切丸 其之⑦（，Tatoeru Nara Sakura: Yōtō Nenekirimaru Sono Shichi）（2009年31号） - 第65幕 天守閣 妖刀·彌彌切丸 其之⑧（，Tenshukaku: Yōtō Nenekirimaru Sono Hachi）（2009年32号） - 第66幕 和現在的關聯（，Ima e to Tsunagu）（2009年33号） - 第67幕 八大結界（，Yattsu no Kekkai）（2009年34号） - 第68幕 大頭領對小頭領（，Nurarihyon tai Nurarihyon）（2009年35号） - 第69幕 遠野·物語 其之①／隱密村（，Tōno Monogatari Sono Ichi/Kakurezato）（2009年36号） |

| - 第70幕 遠野·物語 其之②／鎌鼬（，Tōno Monogatari Sono Ni/Kamaitachi）（2009年37·38合併号）中彩 - 第71幕 遠野·物語 其之③／京都妖怪·鬼童丸（，Tōno Monogatari Sono San/Kyō-Yōkai Kidōmaru）（2009年39号） - 第72幕 遠野·物語 其之④／鏡花水月（，Tōno Monogatari Sono Yon/Kyōka Suigetsu）（2009年40号） - 第73幕 羽衣狐京都全滅侵攻（，Hagoromo Gitsune Kyōto Zenmetsu Shinkō）（2009年41号） - 第74幕 花開院本家（，Keikain Honke）（2009年42号） - 第75幕 鹿金寺決戰！（，Rokukin-ji no Kessen!!）（2009年43号）卷彩 - 第76幕 離開遠野！（，Tōno o Tatsu!!）（2009年44号） - 第77幕 返回（，Kikan）（2009年45号） |

| - 第78幕 被黑暗吞沒的古都（，Yami ni Nomareru Miyako）（2009年46号） - 第79幕 灰色的陰陽師（，Haiiro no Onmyōji）（2009年47号） - 第80幕 八十流陰陽術（，Yaso-ryū Onmyōjutsu）（2009年48号）中彩 - 第81幕 破軍（，Hagun）（2009年49号） - 第82幕 邂逅（，Kaikō）（2009年50号） - 第83幕 寶船（，Takarabune）（2009年51号） - 第84幕 鐮刀和翻花繩（，Kama to Ayatori）（2009年52号） - 第85幕 首戰（，Shosen）（2009年53号）中彩 - 第86幕 京都上空之戰（，Kyō Jōkū no Tatakai）（2010年1号） |

| - 第87幕 人與妖（，Hito to Ayakashi）（2010年2号）中彩 - 第88幕 擊落（，Gekitsui）（2010年3·4合併号） - 第89幕 宿願（，Shukugan）（2010年5·6合併号） - 第90幕 迷宮·鳥居之森（，Meikyū: Torii no Mori）（2010年7号） - 第91幕 天邪鬼・淡島（，Amanojaku Awashima）（2010年8号）封面+中彩 - 第92幕 淡島之名（，Awashima no Na）（2010年9号） - 第93幕 會合（，Gōryū）（2010年10号） - 第94幕 絕對不可遭遇的妖怪（，Zettai ni Sōgū Shitewa Naranai Ayakashi）（2010年11号） - 第95幕 土蜘蛛（，Tsuchigumo）（2010年12号）中彩 |

| - 第96幕 咆哮（，Hōkō）（2010年13号）中彩 - 第97幕 惡夢（，Akumu）（2010年14号） - 第98幕 晝與夜（，Hiru to Yoru）（2010年15号）封面+卷彩 - 第99幕 沉入黑暗（，Yami ni Shizumu...）（2010年16号） - 第100幕 血的味道（，Chi no Nioi）（2010年17号） - 第101幕 鬼太鼓（，Ondeko）（2010年18号） - 第102幕 兩人的過去（，Futari no Kako）（2010年19号） - 第103幕 力與力（，Chikara to Chikara）（2010年20号）中彩 - 番外篇 奴良組三代記～江戶黎明期篇～（，Nura-gumi Sandaiki ~Edo Reimeiki-hen~）（《少年Jump NEXT!》2010 SPRING）封面+中彩 - 番外篇 由羅回到京都～新哥哥們的洗禮～（，Yura, Kyōto ni Kaeru ~Atarashiki Ani-tachi no Senrei~）（《赤丸Jump》2010 WINTER） |

| - 第104幕 撕裂天空的入侵者（，Sora o Saku Shin'nyūsha）（2010年21·22合併号） - 第105幕 精螻蛄（，Shōkera）（2010年23号） - 第106幕 哭泣的青鬼（，Naita Ao-oni）（2010年24号） - 第107幕 否慥之王（，Hizō no Nushi e）（2010年25号）中彩 - 第108幕 纏繞百鬼的御業（，Hyakki Matou Miwaza）（2010年26号） - 第109幕 相剋（，Sōkoku）（2010年27号）卷彩 - 第110幕 通通交給我吧（，Zenbu Azukero）（2010年28号） - 第111幕 雪下紅梅（，Yuki-no-shita Beniume）（2010年29号） - 第112幕 全開（，Zenkai）（2010年30号） |

| - 第113幕 遠野與陸雄（，Tōno to Rikuo）（2010年31号）中彩 - 第114幕 穿越背後的羈絆（，Senaka-goshi no Kizuna）（2010年32号） - 第115幕 宿敵（，Shukuteki）（2010年33号）封面+卷彩 - 第116幕 胎動（，Taidō）（2010年34号） - 第117幕 前進貳條城…!!（，Nijō-jō e...!!）（2010年35号） - 第118幕 覺與鬼一口（，Satori to Oni-Hitokuchi）（2010年36·37合併号） - 第119幕 貳條城迴廊（，Nijō-jō Kairō）（2010年38号）中彩 - 第120幕 輪迴之環（，Rinne no Wa）（2010年39号） - 第121幕 羅城門（，Rajōmon）（2010年40号） |

| - 第122幕 虛空（，Kokū）（2010年41号） - 第123幕 刀閃（，Tōsen）（2010年42号）中彩 - 第124幕 誕生（，Tanjō）（2010年43号） - 第125幕 陷阱（，Wana）（2010年44号） - 第126幕 龜裂（，Kiretsu）（2010年45号） - 第127幕 隱藏的真相（，Himerareta Mono）（2010年46号）中彩 - 第128幕 藪之中（，Yabu no Naka）（2010年47号） - 第129幕 追憶的碎片（，Tsuioku no Kakera）（2010年48号） - 番外篇 浮世繪中奇譚（，Ukiyoe-chū Kitan）（2010年33号）中彩 - 番外篇 陸雄再度作了那個夢（，Rikuo Mata Rei no Yume o Miru）（《少年Jump NEXT!》2011 WINTER） |

| - 第130幕 在黑暗中低語之人（，Yami ni Sasayaku Mono）（2010年49号） - 第131幕 漆黑之宴（，Ankoku no Utage）（2010年50号） - 第132幕 燃燒的京都（，Kyōto Enjō）（2010年51号）中彩 - 第133幕 一模一樣（，Urifutatsu）（2010年52号） - 第134幕 陸雄宣言（，Rikuo, Sengensu）（2011年1号） - 第135幕 冰麗與冰缽（，Tsurara to Kōribachi）（2011年2号） - 第136幕 冰麗與荒鷲組（，Tsurara to Arawashi-gumi）（2011年3·4合併号） - 第137幕 廁所裡的妖怪（，Benjo no Yōkai）（2011年5·6合併号） - 第138幕 道路斬人魔（，Kirisaki Tōryanse）（2011年7号） |

| - 第139幕 續·道路斬人魔（，Zoku: Kirisaki Tōryanse）（2011年8号） - 第140幕 繼續·道路斬人魔（，Zokuzoku: Kirisaki Tōryanse）（2011年9号） - 第141幕 食人村（，Hito o Kurau Mura）（2011年10号）中彩 - 第142幕 續·食人村（，Zoku: Hito o Kurau Mura）（2011年11号） - 第143幕 繼續·食人村（，Zokuzoku: Hito o Kurau Mura）（2011年12号） - 第144幕 地下鐵的少女（，Chikatetsu no Shōjo）（2011年13号） - 第145幕 續·地下鐵的少女（，Zoku: Chikatetsu no Shōjo）（2011年14号） - 第146幕 繼續·地下鐵的少女（，Zokuzoku: Chikatetsu no Shōjo）（2011年15号） - 第147幕 百物語（，Hyaku Monogatari）（2011年16号） |

| - 第148幕 江戶的繁華（，Edo no Hana）（2011年17号）中彩 - 第149幕 百查茶釜（，Hyakki no Chagama）（2011年18号） - 第150幕 黑田坊之怪（，Kurotabō no Kai）（2011年19号） - 第151幕 交錯的兩人（，Kōsasuru Futari）（2011年20·21合併号） - 第152幕 漣漪（，Hamon）（2011年22号） - 第153幕 怪談百萬遍（，Kaidan Hyakumanpen）（2011年23号） - 第154幕 開戰（，Deiri）（2011年24号） - 第155幕 百物語·第一百（，Hyaku Monogatari: Sono Hyaku）（2011年25号） - 第156幕 失控（，Bōsō）（2011年26号） - 番外篇 奴良鯉伴之妻（，Nura Rihan no Yome）（《少年Jump NEXT!》2011 SPRING） |

| - 第157幕 被創造出來的人們（，Umareideshi Monodomo）（2011年27号） - 第158幕 異境之淵交杯換盞（，Ikyō no Fuchi de Kawasu Sakazuki） （2011年28号） - 第159幕 吶喊（，Toki no Koe）（2011年29号）中彩 - 第160幕 預言（，Yogen）（2011年30号）中彩 - 第161幕 惡食（，Akujiki）（2011年31号） - 第162幕 下定決心的變化（，Kakugo no Henge）（2011年32号） - 第163幕 東京捉迷藏（，Tōkyō Onigokko）（2011年33号） - 第164幕 追趕者及被追趕者（，Ou Mono Owareru Mono）（2011年34号） - 第165幕 雷電（，Raiden）（2011年35·36合併号） |

| - 第166幕 珠三郎（，Tamasaburō）（2011年37号） - 第167幕 清繼的決心（，Kiyotsugu no Ketsui）（2011年38号） - 第168幕 陸雄改變姿態（，Rikuo Henbō）（2011年39号） - 第169幕 地獄繪卷（，Jigoku Ezu）（2011年40号） - 第170幕 恐慌（，Panikku）（2011年41号） - 第171幕 大逃亡（，Dai-dasshutsu）（2011年42号） - 第172幕 搶救（，Kyūshutsu）（2011年43号） - 第173幕 二枚刃（，Ni-mai no Yaiba）（2011年44号）中彩 - 第174幕 做好覺悟的畏（，Kakugo no Osore）（2011年45号） |

| - 第175幕 黑影（，Kage）（2011年46号） - 第176幕 各自的仁義（，Sorezore no Jingi）（2011年47号） - 第177幕 戲演舞（，Ajara Enbu）（2011年48号）中彩 - 第178幕 衝進深川（，Fukagawa Totsunyū）（2011年49号） - 第179幕 圓潮（，Enchō）（2011年50号） - 第180幕 青行燈（，Ao-Andon）（2011年51号） - 第181幕 活路（，Katsuro）（2012年1号）中彩 - 第182幕 七芒星（，Shichibōsei）（2012年2号） - 第183幕 僅有怨恨的存在（，Urami nomi no Sonzai）（2012年3·4合併号） - 第184幕 結束，然後…（，Ketchaku, Soshite...）（2012年5·6合併号） - 番外篇 家長可奈VS便衣保全（，Ienaga Kana Ba-sasu Manbiki Zi-men）（《少年Jump NEXT!》2012 WINTER） |

| - 第185幕 前往恐山…（，Osore-zan e...）（2012年7号） - 第186幕 御門院家（，Gokadoin-ke）（2012年8号）中彩 - 第187幕 招魂結界師（，Kuchiyose no Kekkai-shi）（2012年9号） - 第188幕 千年以來的意念（，Sen-nen no Omoi）（2012年10号） - 第189幕 刀的聲音（，Katana no Koe）（2012年11号） - 第190幕 清淨之時（，Shōjō no Toki）（2012年12号）中彩 - 第191幕 陸雄邀請朋友到家中（，Rikuo, Jikka ni Yūjin o Maneku）（2012年13号） - 第192幕 大會議（，Dai-kaigi）（2012年14号） - 第193幕 土蜘蛛回到故鄉（，Tsuchigumo, Kokyō e Kaeru）（2012年15号） |

| - 第194幕 列島震撼（，Rettō Shinkan）（2012年16号）中彩 - 第195幕 再說一次那個故事（，Mō Ichido, Ano Hanashi o）（2012年17号） - 第196幕 土蜘蛛的過去（，Tsuchigumo no Kako）（2012年18号） - 第197幕 局部戰（，Kyokuchi-sen）（2012年19号） - 第198幕 由羅與陸雄（，Yura to Rikuo）（2012年20号） - 第199幕 強悍的證明（，Tsuyosa no Shōmei）（2012年21·22合併号） - 第200幕 新一代肩負黑暗之人（，Aratana Yami o Ninau Mono）（2012年23号） - 第201幕 螺旋結界（，Rasen Kekkai）（2012年24号） - 第202幕 京都之主（，Kyō no Nushi）（2012年25号） |

| - 第203幕 決戰前夕（，Totsunyū Zen'ya）（2012年26号） - 第204幕 再次誕生（，Saitan）（2012年27号）中彩 - 第205幕 妖怪的本分（，Ayakashi no Honbun）（2012年28号） - 第206幕 才能（，Sainō）（2012年29号） - 最終幕/第207幕 背負百鬼之人（，Hyakki o Seoishi Mono）（2012年30号） - 第208幕 交錯的四分之一血脈（，Kōsasuru Shibu no Chi）（《少年Jump NEXT!》2012 SUMMER）卷彩 - 番外篇 劍鬼之畏現於幕末（，Bakumatsu ni Kenki no Osore Ari） |

| - 第209幕 一決勝負之地（，Ketchaku no Chi）（《少年Jump NEXT!》2012 AUTUMN）尾彩 - 第210幕 將真正之畏鬼纏於身的人（，Shin no Osore o Matou Mono）（《少年Jump NEXT!》2013 WINTER）尾彩 - 番外篇 傳承的羈絆（，Uketsugareru Kizuna） - 番外篇 第三代發瘋了？（，Sandaime, Goranshin⁉） - 番外篇 黑暗當鋪（，Yami no Shichiya） - 番外篇 於半妖之里（，Hanyō no Sato nite） - 附錄的附錄 |

### 外傳
| 卷数 | 標題                                                                                              | 发售日期       | ISBN |
| --- | ------------------------------------------------------------------------------------------------- | -------------- | ---- |
| 全 | 妖怪少爺外傳～花開院夜話～眼球蒐集鬼 （Nurarihyon Gaiden 〜Keikain Yobanashi〜 Gankyū Syūsyū Ki） | 2013年12月20日 | —    |
| \| - 第一回（《Jump LIVE（日语：ジャンプLIVE）》第1號） - 第二回（《Jump LIVE》第1號） - 第三回（《Jump LIVE》第1號） \| |                                                                                                   |                |      |
| - 第一回（《Jump LIVE》第1號） - 第二回（《Jump LIVE》第1號） - 第三回（《Jump LIVE》第1號）                 |                                                                                                   |                |      |

### 妖怪少爺～陰～
| 卷数 | 標題                                           | 发售日期       | ISBN                   |
| --- | ---------------------------------------------- | -------------- | ---------------------- |
| 全 | 妖怪少爺～陰～ （Nurarihyon no Mago 〜Kage〜） | 2023年11月17日 | ISBN 978-4-08-883607-2 |
| \| - 第1幕 （《Ultra Jump》2023年5月特大号）中彩[36] - 第2幕 （《Ultra Jump》2023年6月特大号）[37] - 第3幕 （《Ultra Jump》2023年7月號）[38] - 第4幕 （《Ultra Jump》2023年8月號）封面+卷彩[39] \| |                                                |                |                        |
| - 第1幕 （《Ultra Jump》2023年5月特大号）中彩 - 第2幕 （《Ultra Jump》2023年6月特大号） - 第3幕 （《Ultra Jump》2023年7月號） - 第4幕 （《Ultra Jump》2023年8月號）封面+卷彩                       |                                                |                |                        |

## 單行本未收錄
- 妖怪少爺（Nurarihyon no Mago）（單篇，《赤丸Jump》2006 SPRING）
- 妖怪少爺（Nurarihyon no Mago）（單篇，《週刊少年Jump》2007年35号）中彩